# Аутосомно-доминантная лейкодистрофия взрослых
Аутосомно-доминантная лейкодистрофия взрослых (ADLD) — это прогрессирующее и фатальное неврологическое расстройство, характеризующееся ранней вегетативной дисфункцией, когнитивными нарушениями, дисфункцией пирамидного тракта и мозжечка, а также потерей белого вещества в центральной нервной системе. ADLD вызывается дупликацией гена LMNB1 , что приводит к увеличению содержания ламина B1 в клетках.

### Эпидемиология.
Аутосомно-доминантная лейкодистрофия взрослых (ADLD) была зарегистрирована во многих этнических группах, включая японцев, шведов, французов, итальянцев и франкоканадцев.

### Патогенез.
Неизвестно, как дупликация LMNB1 приводит к дефектам миелина.

### Клиническая картина.
Возраст начала Аутосомно-доминантной лейкодистрофии взрослых (ADLD) колеблется от четвертого до пятого десятилетия жизни. В большинстве случаев, первыми появляются признаки вегетативной дисфункции, такие как: дисфункция мочевого пузыря или кишечника, ортостатическая гипотензия, нарушение регуляции температуры и ангидроз. Затем присоединяются нарушения походки, мышечная слабость и спастичность. Для поздней стадии характерны когнитивные нарушения. ADLD является прогрессирующим смертельным заболеванием, при этом пациенты выживают в течение одного-двух десятилетий после появления симптомов.

### Диагностика.
Основным методом диагностики лейкодистрофии является магнитно-резонансная томография (МРТ).
Для уточнения диагноза проводится полное секвенирование генома.

### Лечение.
В настоящее время лечение Аутосомно-доминантной лейкодистрофии взрослых (ADLD) симптоматическое.